# Protector (videogioco 1989)
Protector è un videogioco sparatutto che rappresenta un duello tra due elicotteri, pubblicato nel 1989 per gli home computer Amiga, Amstrad CPC, Atari 8-bit, Atari ST, Commodore 64 e ZX Spectrum dalla Mastertronic, con le etichette a basso costo Mastertronic Plus o 16 Blitz.

## Modalità di gioco
Possono partecipare due giocatori in competizione oppure un giocatore contro il computer. In ogni caso lo schermo di gioco è diviso in due orizzontalmente e ciascuna metà è dedicata alla visuale di uno dei due elicotteri. La battaglia si svolge su uno scenario desertico bidimensionale, con visuale di lato e scorrimento orizzontale in entrambi i versi.
L'obiettivo di ciascun elicottero è raccogliere tre casse di rifornimenti che si trovano sparse nello scenario e trasportarle alla propria base, all'interno di un grande cratere. Radunate tutte le casse, i rifornimenti vengono convertiti in una bomba, da sganciare sulla base avversaria per distruggerla e vincere la partita. Si possono anche rubare casse dalla base avversaria e perfino la bomba completa, ma per poterla usare bisogna innescarla alla propria base.
Gli elicotteri possono volare in tutte le direzioni e sparare in orizzontale, con munizioni e carburante limitati. Se si viene colpiti dal nemico si subiscono danni e si lascia cadere l'eventuale oggetto trasportato. Quando si esaurisce l'energia o il carburante, o se si urta contro le pareti rocciose, l'elicottero viene distrutto, ma ricompare alla base. Quando si atterra alla propria base, oppure dopo una distruzione, l'elicottero viene rifornito e vengono riparati i danni, ma la ricarica completa richiede un po' di tempo. 